# Savarină
Savarina este o prăjitură de origine franceză, creată în 1845 de frații Julien, cofetari parizieni în timpul celui de-al Doilea Imperiu, și numită în onoarea celebrului gastronom și scriitor Brillat-Savarin. Se prepară din aluat moale și pufos, turnată în formă de coroniță și înmuiată într-un sirop de lichior sau rom. Se poate orna cu crême pâtissière (făcută la bain-marie din smântână bătută cu gălbenușuri), frișcă, fructe proaspete sau confiate, gem sau marmeladă.

## Istoric
În 1844, doi frați, Arthur și Auguste Julien, au deschis patiseria Bourse, la colțul dintre rue Vivienne și place de la Bourse din Paris. Savarina a fost creată în 1845,  de fratele mai mic.
În Principatele Române, savarinele sunt atestate încă din prima jumătate a veacului al XIX-lea.